# Grand Prix Formule 1 van San Marino 2005

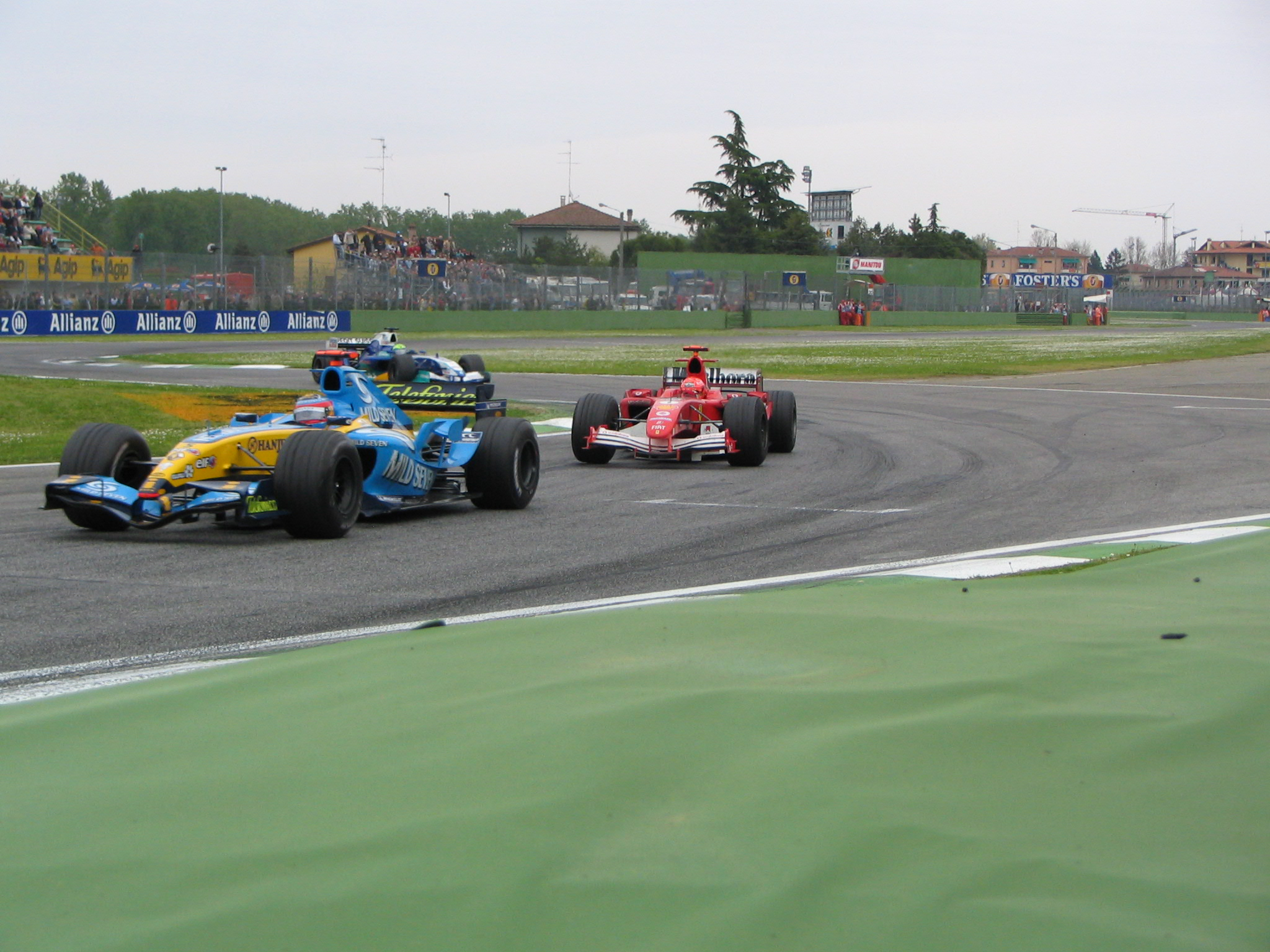

De Grand Prix Formule 1 van San Marino 2005 werd gehouden op 24 april 2005 op Imola in Imola.

## Uitslag
| Positie | Nummer | Rijder               | Team                | Ronden | Tijd/Opgave         | Startplaats | Punten |
| ------- | ------ | -------------------- | ------------------- | ------ | ------------------- | ----------- | ------ |
| 1       | 5      | Fernando Alonso      | Renault             | 62     | 1:27:41.921         | 2           | 10     |
| 2       | 1      | Michael Schumacher   | Scuderia Ferrari    | 62     | +0.215              | 13          | 8      |
| 3       | 10     | Alexander Wurz       | McLaren - Mercedes  | 62     | +27.554             | 7           | 6      |
| 4       | 11     | Jacques Villeneuve   | Sauber - Petronas   | 62     | +1:04.442           | 11          | 5      |
| 5       | 16     | Jarno Trulli         | Toyota              | 62     | +1:10.258           | 5           | 4      |
| 6       | 8      | Nick Heidfeld        | Williams-BMW        | 62     | +1:11.282           | 8           | 3      |
| 7       | 7      | Mark Webber          | Williams-BMW        | 62     | +1:23.297           | 4           | 2      |
| 8       | 15     | Vitantonio Liuzzi    | Red Bull - Cosworth | 62     | +1:23.764           | 15          | 1      |
| 9       | 17     | Ralf Schumacher      | Toyota              | 62     | +1:35.841           | 10          |        |
| 10      | 12     | Felipe Massa         | Sauber - Petronas   | 61     | +1 ronde            | 18          |        |
| 11      | 14     | David Coulthard      | Red Bull - Cosworth | 61     | +1 ronde            | 14          |        |
| 12      | 19     | Narain Karthikeyan   | Jordan-Toyota       | 61     | +1 ronde            | 16          |        |
| 13      | 18     | Tiago Monteiro       | Jordan-Toyota       | 60     | +2 rondes           | 17          |        |
| Ret     | 21     | Christijan Albers    | Minardi - Cosworth  | 20     | Hydrauliek          | 20          |        |
| Ret     | 2      | Rubens Barrichello   | Scuderia Ferrari    | 18     | Elektrisch probleem | 9           |        |
| Ret     | 9      | Kimi Räikkönen       | McLaren - Mercedes  | 9      | Aandrijfas          | 1           |        |
| Ret     | 20     | Patrick Friesacher   | Minardi - Cosworth  | 8      | Koppeling           | 19          |        |
| Ret     | 6      | Giancarlo Fisichella | Renault             | 5      | Ongeluk             | 12          |        |
| DSQ     | 3      | Jenson Button        | BAR-Honda           | 62     | Gediskwalificeerd   | 3           |        |
| DSQ     | 4      | Takuma Sato          | BAR-Honda           | 62     | Gediskwalificeerd   | 6           |        |

## Wetenswaardigheden
- Eerste race en punten: Vitantonio Liuzzi.
- Alexander Wurz verving de nog altijd geblesseerde Juan Pablo Montoya.
- Michael Schumacher behaalde zijn 100ste podium voor Ferrari - een record voor een coureur met hetzelfde team - en de 200ste tweede plaats van Ferrari - ook een record.
- Felipe Massa had een motorwissel en werd 10 plaatsen teruggezet op de grid.
- Ralf Schumacher kreeg 25 seconden straf omdat hij onveilig werd weggestuurd tijdens zijn tweede pitstop.
- Het team van BAR-Honda werd 10 dagen na de race gediskwalificeerd omdat hun auto's te licht waren bevonden. Voor de volgende twee races werden ze uitgesloten.
- Tijdens het weekend maakte Red Bull Racing bekend dat ze in 2006 en 2007 Ferrari-motoren gingen gebruiken.

## Standen na de Grand Prix

### Coureurs
| Positie | Nummer | Rijder               | Team             | Punten |
| ------- | ------ | -------------------- | ---------------- | ------ |
| 1       | 5      | Fernando Alonso      | Renault          | 36     |
| 2       | 16     | Jarno Trulli         | Toyota           | 20     |
| 3       | 6      | Giancarlo Fisichella | Renault          | 10     |
| 4       | 1      | Michael Schumacher   | Scuderia Ferrari | 10     |
| 5       | 8      | Nick Heidfeld        | Williams         | 9      |

### Constructeurs
| Positie | Nummers | Team             | Rijders                               | Punten |
| ------- | ------- | ---------------- | ------------------------------------- | ------ |
| 1       | 5 6     | Renault          | Fernando Alonso Giancarlo Fisichella  | 46     |
| 2       | 16 17   | Toyota           | Jarno Trulli Ralf Schumacher          | 29     |
| 3       | 9 10    | McLaren          | Kimi Räikkönen Alexander Wurz         | 25     |
| 4       | 1 2     | Scuderia Ferrari | Michael Schumacher Rubens Barrichello | 18     |
| 5       | 7 8     | Williams         | Mark Webber Nick Heidfeld             | 18     |

## Statistieken
| Snelste ronde | Michael Schumacher | Scuderia Ferrari | 1:21.858 |

## Noot
- Dit was het debuut van de Italiaanse coureur Vitantonio Liuzzi.
- Tweede podiumplaats voor Alexander Wurz en de eerste sinds de Grote Prijs van Groot-Brittannië van 1997 - 129 races ervóór. Hiermee vestigde Wurz het nieuwe record voor de grootste tijdspanne tussen twee podiumplaatsen door het oude, gedeelde record van Mario Andretti en Eddie Cheever te verbreken, die 78 races niet op het podium hadden gestaan. Voor Mario Andretti was dit tussen de Grote Prijs van Zuid-Afrika van 1971 en de Grote Prijs van Nederland van 1976 en voor Eddie Cheever was dit tussen de Grote Prijs van Italië van 1983 en de Grote Prijs van Italië van 1988.

1981 · 1982 · 1983 · 1984 · 1985 · 1986 · 1987 · 1988 · 1989 · 1990 · 1991 · 1992 · 1993 · 1994 · 1995 · 1996 · 1997 · 1998 · 1999 · 2000 · 2001 · 2002 · 2003 · 2004 · 2005 · 2006